# Spišský Štvrtok
Spišský Štvrtok (bis 1927 slowakisch „Štvrtok“; deutsch Donnersmark oder Donnersmarkt, ungarisch Csütörtökhely, bis 1902 Csötörtökhely, polnisch Spiski Czwartek, lateinisch Quintoforum) ist eine Gemeinde im Norden der Slowakei mit 2612 Einwohnern (Stand 31. Dezember 2024). Sie gehört zum Okres Levoča, einem Teil des Prešovský kraj, und ist Teil der traditionellen Landschaft Zips.

## Geographie

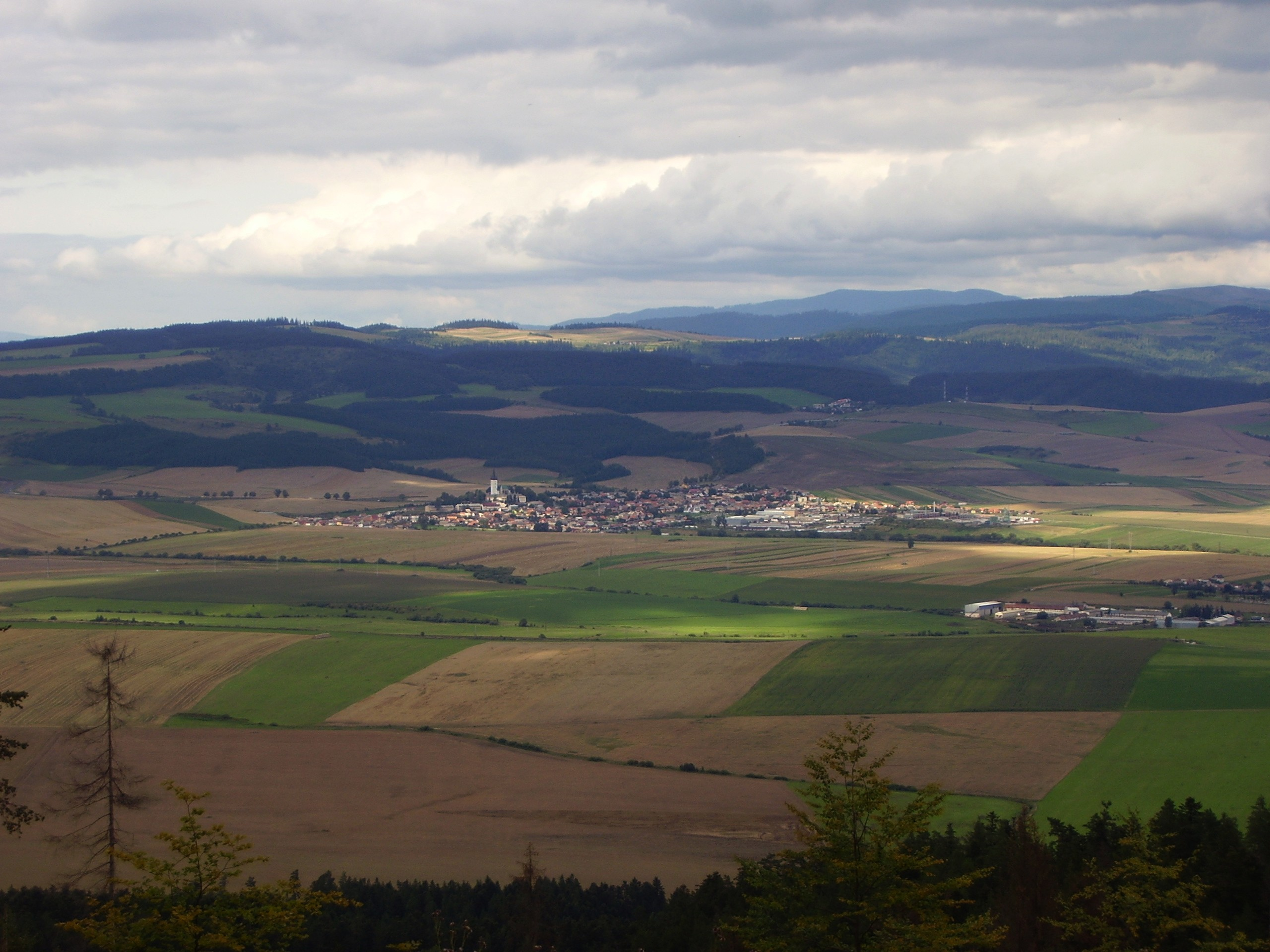
Blick auf Spišský Štvrtok vom Slowakischen Paradies aus

Die Gemeinde befindet sich im Nordwestteil des Talkessels Hornádska kotlina am Fuße der Leutschauer Berge, im Quellbereich des Baches Štvrtocký potok im Einzugsgebiet des Hornád und liegt genau am 49. Breitengrad. Westlich des Ortes findet man noch Ausläufer der Kozie chrbty, weiter südlich gelingt man in den Nationalpark Slowakisches Paradies. Das Gemeindegebiet ist hügelig, bis auf kleine Landstriche im Norden entwaldet und von braunen Waldböden bedeckt. Die Höhe variiert von 530 m n.m. bis 600 m n.m., das Ortszentrum liegt auf einer Höhe von 570 m n.m. und ist jeweils elf Kilometer von Levoča und Spišská Nová Ves sowie 15 Kilometer von Poprad entfernt.
Zur Gemeinde gehört auch das ehemalige Dorf Mečedelovce (erste Erwähnung 1314 als Micheletfaua, ungarisch Meczedelfalu), das in der Mitte des 19. Jahrhunderts eingegliedert wurde und heute keinen Ortsteil mehr bildet.
Nachbargemeinden sind Abrahámovce im Norden, Dravce im Nordosten, Iliašovce im Osten, Arnutovce und Smižany im Südosten, Letanovce im Süden und Jánovce im Westen.

## Geschichte

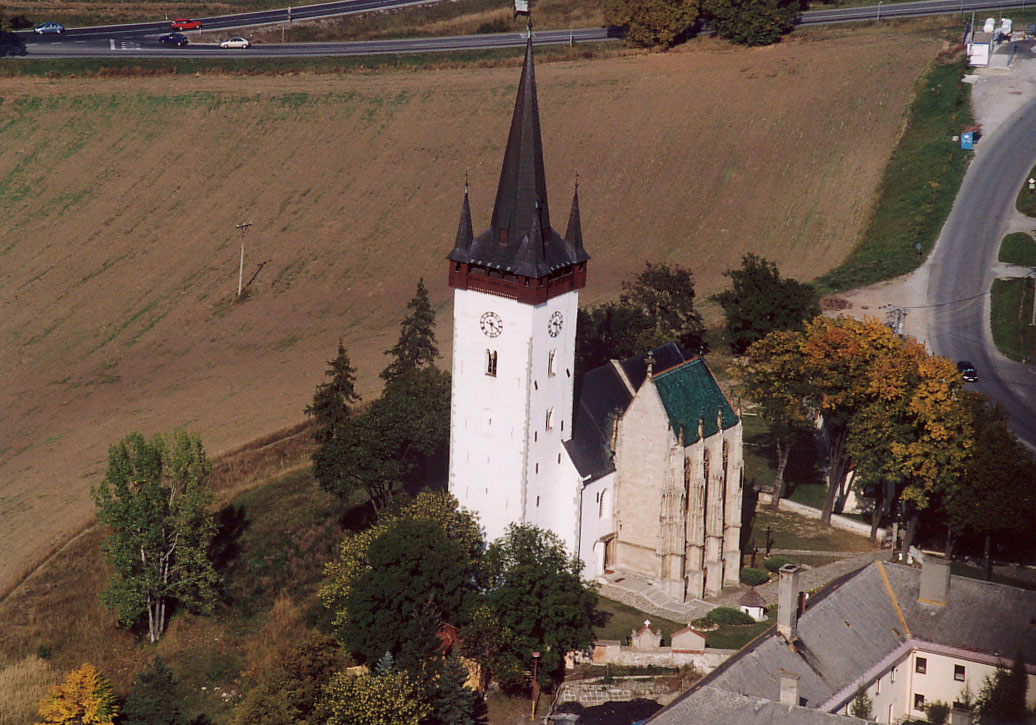
Kirche des Hl. Ladislaus in Spišský Štvrtok

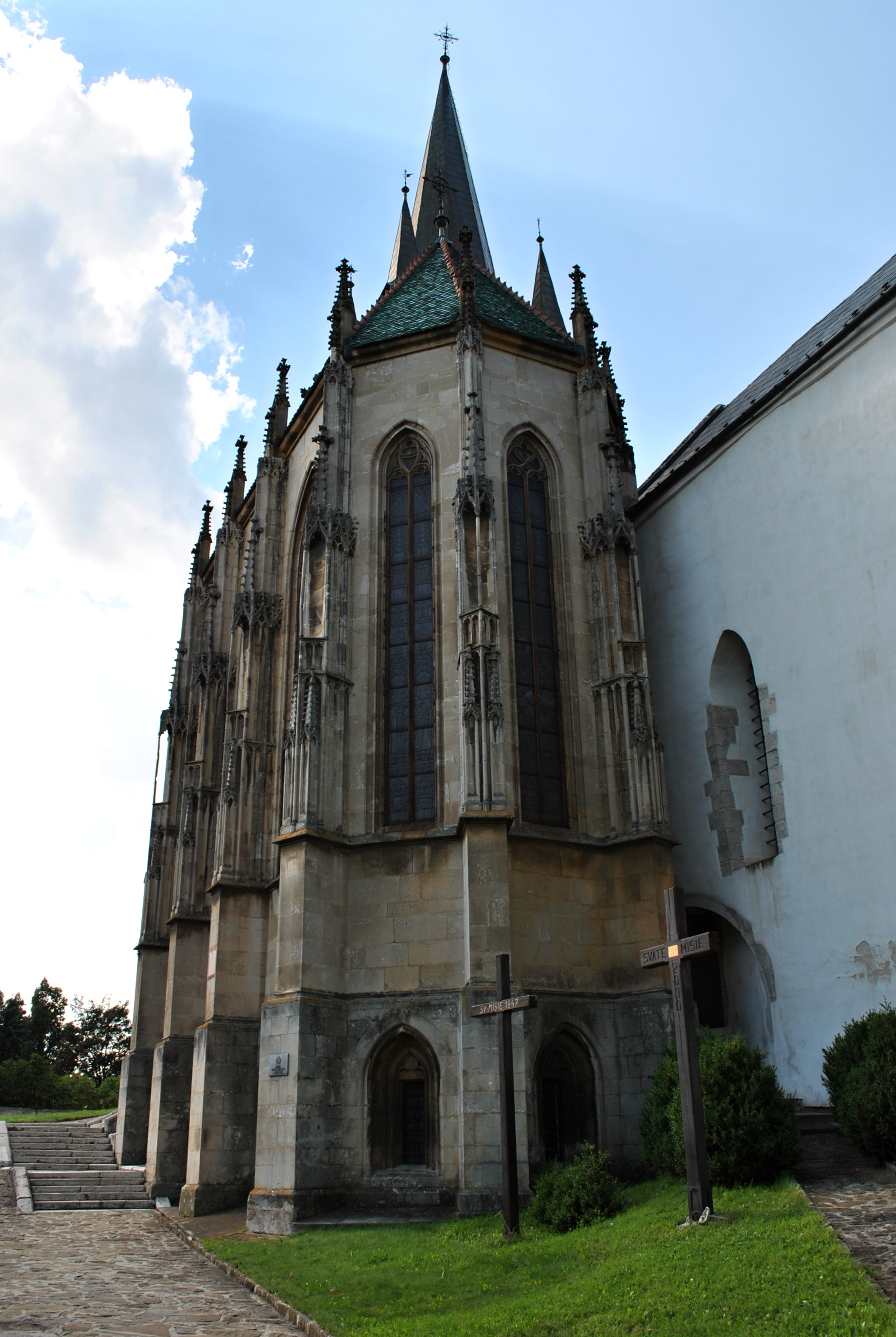
Nahaufnahme der Zápolya-Kapelle

An der archäologischen Stätte Myšia hôrka (deutsch Mäuseberg) an der Gemeindegrenze zu Jánovce wurden gegen 1900 Überreste einer alten, in die Zeit von gegen 1500 v. Chr. (Mittlere Bronzezeit) datierten steinernen Siedlung aufgefunden. Die alte Siedlung der Ottomány-Kultur war etwa 6.600 m² groß, von Graben, Wällen und Bastionen geschützt und lag neben einem altertümlichen Handelsweg vom Mittelmeer in die Ostsee. Wegen seiner vermeintlichen Bedeutung und Größe erhielt die Stätte von Historikern den Spitznamen „Slowakisches Mykene“. Dazu wurden noch Reste der Siedlungen aus der Hallstattzeit, der Puchauer Kultur und aus der Zeit des Mährerreichs im Gemeindegebiet festgelegt.
Nach der ungarischen Landnahme entstand an der Stelle des heutigen Ortes nach einigen Quellen ein kleines ungarisches Dorf, das nach Ladislaus dem Heiligen benannt worden war und während des Mongolensturms in den Jahren 1241–42 verwüstet wurde. Nach vielen Indizien war es der älteste Hauptort des autonomen Stuhls der zehn Lanzenträger, dessen herrschender „Lanzenadel“ sich noch bis ins 16. Jahrhundert auf dem städtischen Markt versammelte, obwohl Donnersmark schon lange nicht mehr zu diesem Sonderkomitat gehörte. Mečedelovce blieb dagegen bis zum Ende dieser Sonderprovinz 1803 Mitglied. Nach der Ankunft deutscher „Gäste“, der Zipser Sachsen, in die Zips wurde der Ort zum ersten Mal 1263 als Villa Sancti Ladislai, 1294 dann als Santus Ladislaus alias Quintoforum schriftlich erwähnt. Das Quintoforum bezieht sich auf den Markt, der donnerstags stattfand. Dank der günstigen Lage, hoher Entwicklung von Landwirtschaft, Handel und Zünften sowie guten Beziehungen zum Graf von Leutschau wurde Donnersmarkt 1312 zum Städtchen erhoben und war Mitglied der Bündnisses der Zipser Sachsen. Das Städtchen entwickelte sich so rasch, dass es im 14. Jahrhundert versuchte, angesichts wachsender Streitigkeiten mit der Stadt Leutschau, zum Sitz der Provinz der 24 Zipser Städte zu werden, was aber nicht gelang.
Nach der Verpfändung 13 Zipser Städte an Polen im Jahr 1412, die schlussendlich 360 Jahre dauerte, wurde Donnersmark zum Sitz der beim Königreich Ungarn verbleibenden Städte, die sich zur Provinz der 11 Zipser Städte zusammenschloss, dessen Hauptstadt es wurde. Doch schon 1465 kam Donnersmark zum Herrschaftsgut der Zipser Burg und wurde spätestens im Jahr 1532 (Besitz des Geschlechts Thurzo) zum Untertanen-Dorf. Zwar konnte das Dorf sein Marktrecht im Jahr 1638 noch einmal bestätigen, wurde aber durch Kriegswirren des 16. und 17. Jahrhunderts, vorrangig durch gegen die Habsburger gerichtete Aufstände sowie durch Pestepidemien mehrmals in Mitleidenschaft gezogen. 1650 kam es zum Besitz des Geschlechts Csáky, der bis zur Abschaffung der Leibeigenschaft im Jahr 1848 andauerte. Zur gleichen Zeit verschwand der deutsche Einfluss durch massiven Zuzug der Slowaken fast komplett. 1672 ließen die Csákys ein Minoritenkloster gründen. 1787 hatte die Ortschaft 62 Häuser und 493 Einwohner, 1828 zählte man 85 Häuser und 637 Einwohner, davon nur vier Handwerker, da Haupteinnahmequelle Landwirtschaft war. Nach 1854 fanden keine Markttage statt und ein möglicher Wiederaufschwung wurde durch fehlende Direktanbindung an die Kaschau-Oderberger Bahn verpasst. Zum Ende des 19. Jahrhunderts wanderten viele Einwohner wegen Armut aus.
Bis 1918/1919 gehörte der im Komitat Zips liegende Ort zum Königreich Ungarn und kam danach zur Tschechoslowakei beziehungsweise heute Slowakei.
Donnersmark ist Stammsitz der schlesischen Adelsfamilie Henckel von Donnersmarck.

## Bevölkerung
| Jahr                | 1994 | 2004    | 2014    | 2024    |
| ------------------- | ---- | ------- | ------- | ------- |
| Anzahl der Personen | 2224 | 2339    | 2453    | 2612    |
| Unterschied         |      | +5,17 % | +4,87 % | +6,48 % |

| Jahr                | 2023 | 2024    |
| ------------------- | ---- | ------- |
| Anzahl der Personen | 2584 | 2612    |
| Unterschied         |      | +1,08 % |

Gemäß der Volkszählung 2011 wohnten in Spišský Štvrtok 2433 Einwohner, davon 2211 Slowaken, 105 Roma, 12 Tschechen, 4 Russinen, 2 Polen und jeweils 1 Ukrainer, Deutscher und ein Einwohner anderer Ethnie. 96 Einwohner machten keine Angabe. 2019 Einwohner bekannten sich zur römisch-katholischen Kirche, jeweils 18 Einwohner zur griechisch-katholischen Kirche sowie zur kongregationalistischen Kirche, 5 Einwohner zu den Zeugen Jehovas, 2 Einwohner zur evangelischen Kirche A. B. und jeweils 1 Einwohner zur apostolischen Kirche, zur orthodoxen Kirche, zur reformierten Kirche sowie zu einer anderen Konfession. 75 Einwohner waren konfessionslos und bei 292 Einwohnern wurde die Konfession nicht ermittelt.

## Bauwerke

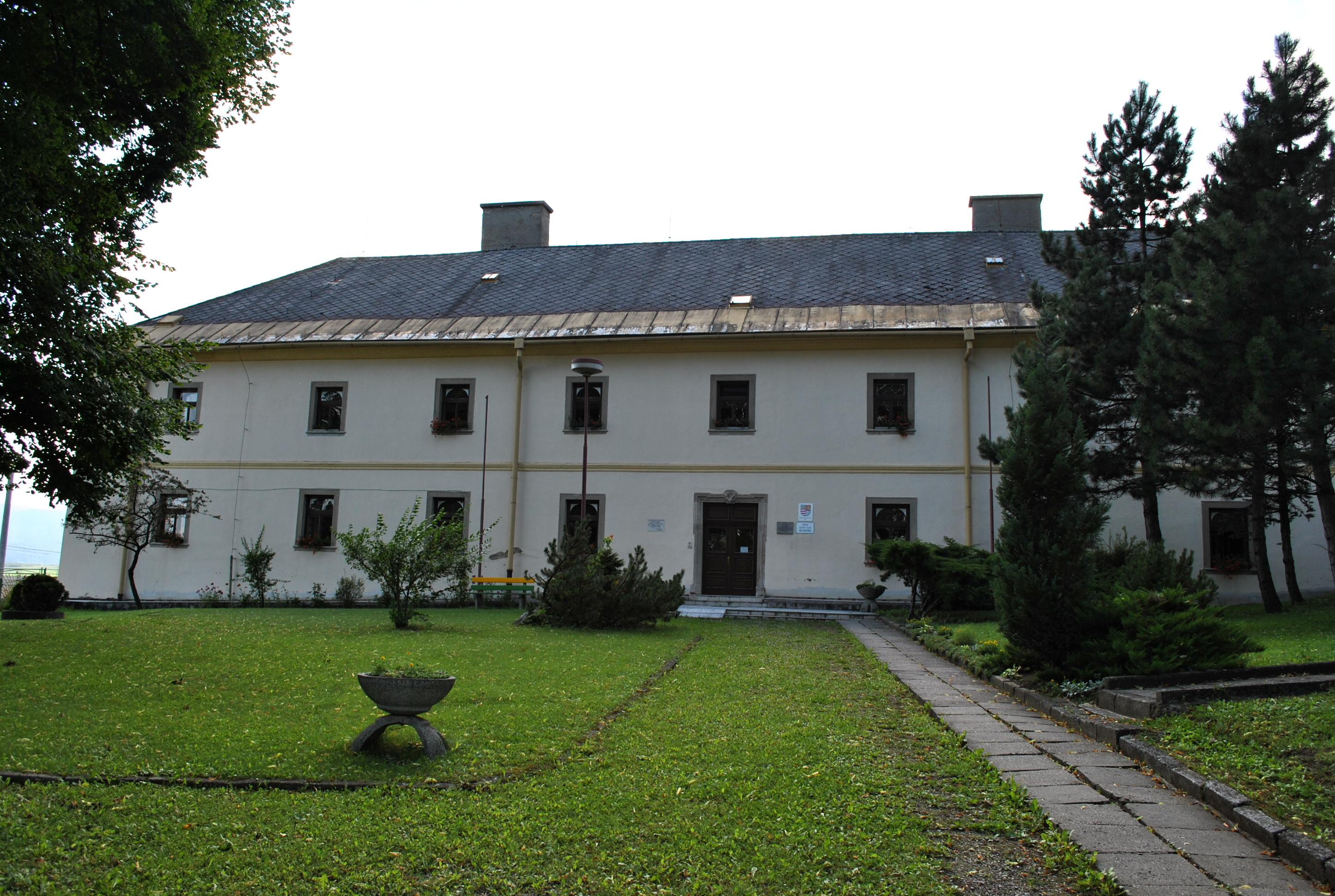
Gebäude des Minoritenklosters

- Kirche des hl. Ladislaus (slowakisch Kostol svätého Ladislava), eine ursprünglich gotische Kirche mit romanischen Teilen aus dem 13. Jahrhundert, barockisiert in den Jahren 1697 und 1747. An die Südseite des Schiffs ist die nach des Wiener Dombaumeisters Laurenz Spenning errichtete Zápolya-Kapelle aus dem Jahr 1473 angeschlossen, die der Erbgraf von Zips Stephan Zápolya für sich und seine Familie bauen ließ. Das Innere der Kirche ist bis auf das gotische Taufbecken im Barockstil gestaltet.
- Gebäude des Minoritenklosters im frühbarocken Stil aus dem Jahr 1668, ein einstöckiges Gebäude mit einem fast viereckigen Grundriss. Nach mehreren Zweckänderungen ist dort seit 1950 ein Institut für Sozialpflege untergebracht.

## Infrastruktur und Verkehr
Die Gemeinde betreibt einen Kindergarten sowie eine Grundschule, im Dorf hat zudem ein Postamt seinen Sitz. Es hat völlig ausgebaute Wasser- und Gasleitungen, die Abwasserrohre ist an eine Kläranlage angebunden.
Spišský Štvrtok liegt an einer Kreuzung mehrerer Hauptstraßen und ist deshalb gut erschlossen. Die Straße 1. Ordnung 18 (E 50) führt am Ort nördlich vorbei von Žilina und Poprad nach Levoča und weiter Prešov. Die Straße 2. Ordnung 535 verbindet die Gemeinde mit Spišská Nová Ves und weiter nördlich nach einer Unterbrechung zwischen Spišský Štvrtok und Jánovce auch Kežmarok. Nordwestlich des Ortes steht die Anschlussstelle Spišský Štvrtok der Autobahn D1.
Der nächste Anschluss an die Bahnstrecke Košice–Žilina besteht an der vier Kilometer entfernten Haltestelle in Letanovce. Größere Bahnhöfe, wo auch Schnell-, EC- und IC-Züge halten, sind Poprad-Tatry und Spišská Nová Ves.
Der nächste internationale Flughafen ist der 21 Kilometer entfernte Flughafen Poprad-Tatry.

## Persönlichkeiten
- Mikuláš Dzurinda (* 1955), ehemaliger Ministerpräsident der Slowakei
- Štefan Sečka (1953–2020), Bischof von Spiš